# Amlikon-Bissegg
Amlikon-Bissegg is een gemeente en plaats in het Zwitserse kanton Thurgau, en maakt deel uit van het district Weinfelden.
Amlikon-Bissegg telt 1193 inwoners.